# イラクリ・コバヒゼ
イラクリ・コバヒゼ（グルジア語: ირაკლი კობახიძე、グルジア語ラテン翻字: Irakli Kobakhidze、1978年9月25日 – ）は、ジョージアの政治家。2024年より同国首相。2016年から2019年までジョージア国会議長を務めた。元グルジアの夢＝民主グルジアの党首。

## 経歴
コバヒゼは2000年にトビリシ国立大学を卒業し、法学士号を取得。2002年にジョージア科学アカデミー行政法律研究所で博士号を取得。その後2005年と2006年にデュッセルドルフ大学で法学修士号と博士号を取得。その後はジョージアの大学で教員として働き、並行して国際連合開発計画のプロジェクト管理も務めた。彼は欧州評議会のジョージア代表として戦略計画問題の専門家として携わり、またオープン・ソサエティ財団による人権と法の支配プログラムにて、専門家委員会の委員を務めた。
2015年1月、コバヒゼは与党・ジョージアの夢＝民主ジョージアに入党し、幹事長に就任した。
2016年の総選挙においてジョージアの夢が勝利すると、コバヒゼは国会議長に選出された。彼の選出について最大野党・統一国民運動は批判的立場を取り、「選挙前に分裂し、和解しないままのマウスピースだ」と言及した。2021年1月に党首就任。
2024年1月29日、イラクリ・ガリバシヴィリ首相が同年秋に想定されている秋の総選挙への準備のため首相を辞任。コバヒゼとポストを交換すると表明した。2月1日に開催されたグルジアの夢党大会にて、正式に次期首相候補に指名された。
同年2月8日、与党グルジアの夢＝民主グルジアによって、首相候補に指名されていたコバヒゼが正式に首相へ就任した。議会はコバヒゼの首相就任を賛成84、反対10で承認。
同年10月26日、議会選挙で与党「ジョージアの夢」が過半数議席を獲得。野党と欧州安全保障協力機構は選挙で不正が行われたと主張したが、コバヒゼは、自由で公正な選挙だったとした上で「不規則な事態は、あらゆる場所で、どの国でも起きる」と述べ批判を受け入れなかった。

## コバヒゼ政権と政治姿勢
欧州メディアはコバヒゼを欧州懐疑主義者、親ロシア、親ハンガリー的（反移民、右派ポピュリズム、同国のオルバーン・ヴィクトル首相と似た思想）などと表現している。彼の就任後、欧州諸国やアメリカとの関係が急速に悪化しており、2024年6月にアメリカ国務省は「ジョージアの民主主義を弱体化させた」（もしくは「弱体化を促進させた」）として同国に制裁を科すと発表。同年10月の総選挙においても、選挙結果を巡ってEUと対立した。

### 「世界戦争党」説の拡散
コバヒゼ及びジョージアの夢は「世界戦争党」（または「グローバル戦争党」）と呼ばれる、一種のディープステイト陰謀説を主張している。世界戦争党の参加者に定義は無いが、一般には軍産複合体、ジョージ・ソロス、そしてネオコン派といった組織や人々が、世界各国の国家主義指導者を殺害、暗殺、暴力的手段を行使して「封じ込ませ」、世界中で革命を促し、ジョージアの夢を権力の座から転覆させようとしているというものである。
コバヒゼは、世界戦争党がジョージアを「第二のウクライナ」にしようと躍起になっていると批判し、党との「戦い」を「個人的な観点から見たとしても、苦痛で、長期的で、困難な戦いである」とし、この戦いをやめて降参すれば「ジョージアのウクライナ化につながる」と付け加えた。コバヒゼ政権の初期、党との戦いは強硬を極めていたが、2024年10月2日には「関係改善を望んでいる」として、変化する状況を踏まえ「関係を再構築したい」との意思も表明している。

### 高まる経済成長
2024年10月30日、コバヒゼは「今年最初の9か月間の国内経済成長率の平均が9.8％に達した」と述べ、政府は率先してこの急速な経済成長を維持し「4年以内に一人当たりGDPを3万6000ドル以上にし、4年以内に欧州連合との加盟交渉を開始したすべての候補国を追い抜くことを望んでいる」と付け加えた。
貧困の改善も顕著である。10月26日の議会選挙を前にGD（ジョージアの夢の略称）党の選挙綱領を発表し、同国の貧困率は2028年までに4％に減少すると予測されていると述べた。この演説の際、2013年まで大統領を務めていたサアカシビリ政権と政府を名指しで（この演説では「統一国民政権」と呼んでいる）批判し、2012年から発足したイヴァニシヴィリ政権及びGD政権の貧困と失業の削減の進捗状況を概説し、継続的な取り組みにより貧困ライン以下の生活を送る人々の数が「さらに減少する」と自信を示した。